# 조성민 (체조 선수)
조성민(1975년 2월 5일~)은 대한민국의 기계 체조 선수로, 1996년과 2000년, 2004년 하계 올림픽에 참가했다.